# 伊斯蘭祈禱團在新加坡襲擊大使館的陰謀
2001年，回教祈祷团（回祈团）计划轰炸美国、澳大利亚、英国和以色列设在新加坡的外交代表机构并袭击相关人员，同时亦对其他目标策划恐怖袭击。此次策划于2001年12月被揭发，使多达15人在一个月内遭到新加坡当局的逮捕。新加坡当局根据进一步的调查和情报，从2002年到2005年间再对26人进行拘留。截至2006年，仍有37人在未经审判的情况下，继续在《内部安全法令》之下被拘留；其余4人在限制令下获释放。

## 背景
回教祈祷团（回祈团）在新加坡的分支早在1993年就形成了，当时伊布拉欣·迈丁（Ibrahim Maidin）在阿富汗接受军事训练，随后获任回祈团新加坡支部的领袖。迈丁通过开办宗教课程，开始招募人加入回祈团。